# Avant que l'ombre... À Bercy (album)
Pour les articles homonymes, voir Avant que l'ombre... À Bercy.
Albums de Mylène Farmer
Avant que l'ombre...
(2005) Point de suture
(2008)
Singles
1. Avant que l'ombre... (Live)
Sortie : 27 novembre 2006
2. Déshabillez-moi (Live)
Sortie : 5 février 2007

Avant que l'ombre... À Bercy est le quatrième album Live de Mylène Farmer, paru le 4 décembre 2006 chez Polydor.
Composé de 21 titres, ce double album retrace le spectacle Avant que l'ombre…, que la chanteuse a joué exclusivement à Bercy du 13 au 29 janvier 2006, rassemblant plus de 170 000 spectateurs.

Soutenant l'album du même nom, ce spectacle intransportable n'a pu être présenté en province, du fait de son infrastructure trop imposante.
Dès sa sortie, l'album et le DVD se classent directement à la première place des ventes. Certifié vidéo de diamant en une seule semaine, le DVD détient le record de vente de DVD musicaux pour une artiste française, avec plus de 500 000 exemplaires écoulés. Le CD, quant à lui, est certifié disque d'or en France, où il dépasse les 200 000 ventes.

## Histoire

### Genèse

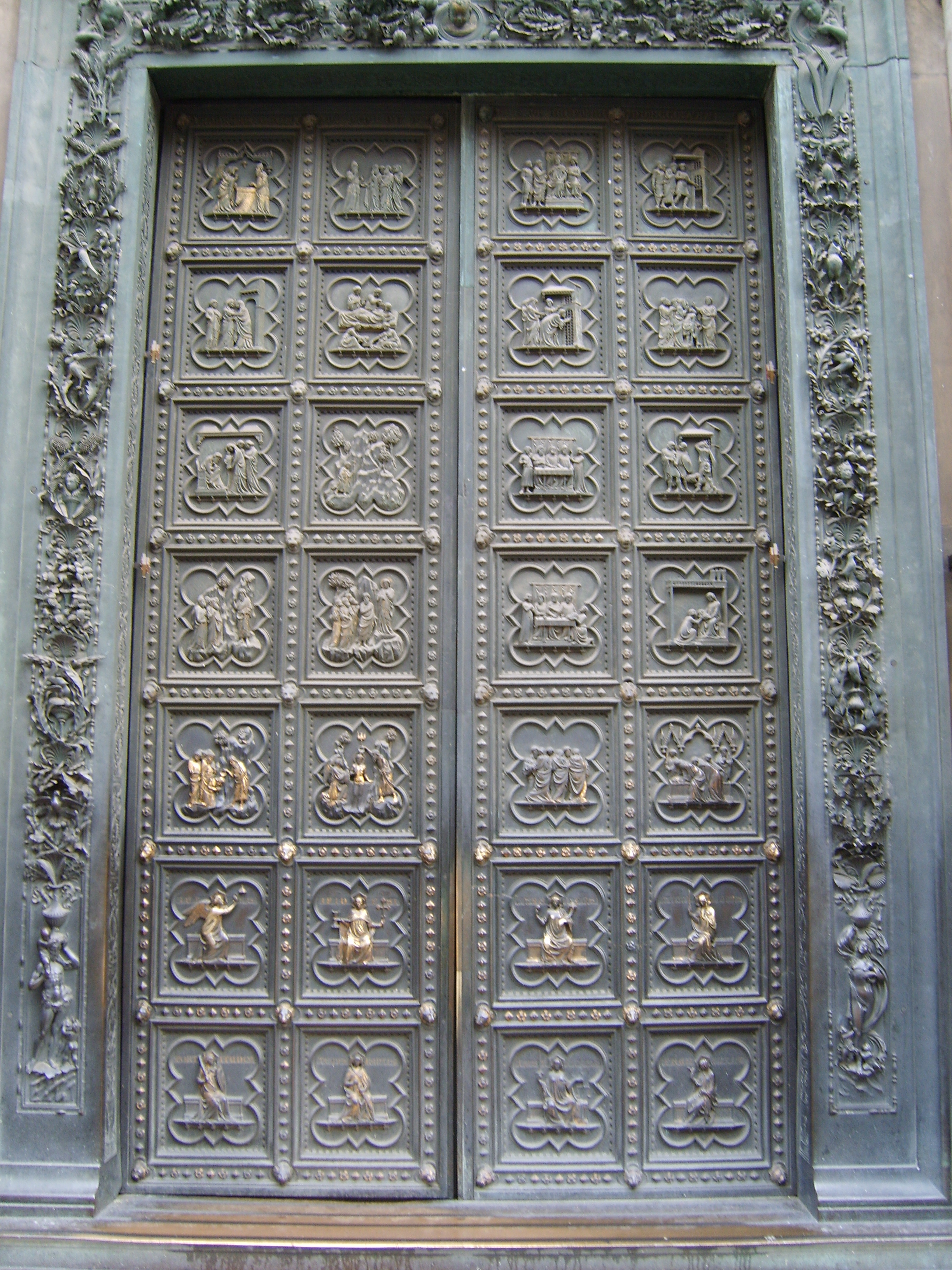
Le boîtier du CD et du DVD est une réplique des portes du Baptistère Saint-Jean de Florence.

En avril 2005, Mylène Farmer sort l'album Avant que l'ombre..., six ans après l'album Innamoramento et plus de trois ans après sa compilation Les mots.

Sans aucune promotion, l'album se classe directement à la première place des ventes et est certifié disque de platine en deux semaines pour plus de 300 000 ventes. Porté par les singles Fuck Them All, Q.I., Redonne-moi, L'Amour n'est rien... et Peut-être toi, qui ont tous atteint le Top 10, Avant que l'ombre... sera certifié double disque de platine en France, mais également en Russie, dépassant les 800 000 exemplaires vendus.
Du 13 au 29 janvier 2006, Mylène Farmer se produit à Bercy durant 13 soirs, tous complets, pour le spectacle Avant que l'ombre…, réunissant 170 000 spectateurs. Du fait de son infrastructure intransportable (un rideau d'eau, une réplique des portes du baptistère Saint-Jean, un caisson de verre, deux scènes – dont une centrale en forme de croix de Malte – reliées par une passerelle amovible...), celui-ci n'a pu être présenté en province.

### Sortie
Enregistré au Palais omnisports de Paris-Bercy en janvier 2006, l'album et la vidéo Avant que l'ombre... à Bercy paraissent le 4 décembre 2006, avec en guise de premier extrait la version Live du titre Avant que l'ombre..., dont la version originale était présente sur l'album du même nom.
Dès sa sortie, le CD se classe n°1 du Top Albums. En trois semaines, il s'écoule à plus de 150 000 exemplaires et est certifié disque d'or en France, où il dépasse les 200 000 ventes.
Le DVD du spectacle, certifié DVD de diamant dès sa sortie, connaît un succès encore plus important, avec 300 000 ventes en trois semaines. Il a depuis atteint les 500 000 exemplaires, devenant ainsi le record du DVD musical le plus vendu par une artiste française.

## Pochette
Lors de leur sortie, le double CD et le double DVD étaient présentés au sein d'un coffret en plastique s'ouvrant par le centre et reproduisant les portes du Baptistère Saint-Jean de Florence.
La pochette intérieure, qui servira de pochette au 33 tours ainsi qu'aux rééditions du CD, du DVD et du Blu-Ray, montre une photo de Mylène Farmer sur scène, interprétant Porno Graphique. En arrière-plan, figurent une partie de la troupe de danseurs Los Vivancos et Yvan Cassar.

Un montage est effectué sur cette photo, insérant l'image de Mylène Farmer en gros plan dans des tons rouge et noir.

## Liste des titres

### Double CD et 33 tours
L'intégralité du spectacle est disponible sur le double CD et le quadruple 33 tours.
| 1.  | Introduction             |               | Laurent Boutonnat | 5:30 |
| 2.  | Peut-être toi            | Mylène Farmer | Laurent Boutonnat | 3:27 |
| 3.  | XXL                      | Mylène Farmer | Laurent Boutonnat | 5:29 |
| 4.  | Dans les rues de Londres | Mylène Farmer | Laurent Boutonnat | 4:14 |
| 5.  | California               | Mylène Farmer | Laurent Boutonnat | 5:20 |
| 6.  | Porno Graphique          | Mylène Farmer | Laurent Boutonnat | 4:14 |
| 7.  | Sans contrefaçon         | Mylène Farmer | Laurent Boutonnat | 4:48 |
| 8.  | Q.I                      | Mylène Farmer | Laurent Boutonnat | 6:59 |
| 9.  | C'est une belle journée  | Mylène Farmer | Laurent Boutonnat | 8:22 |
| 10. | Ange, parle-moi          | Mylène Farmer | Laurent Boutonnat | 4:51 |
| 11. | Redonne-moi              | Mylène Farmer | Laurent Boutonnat | 5:45 |

| 1.  | Rêver                                      | Mylène Farmer | Laurent Boutonnat                  | 7:43 |
| 2.  | L'autre                                    | Mylène Farmer | Laurent Boutonnat                  | 7:29 |
| 3.  | Désenchantée                               | Mylène Farmer | Laurent Boutonnat                  | 6:43 |
| 4.  | Nobody Knows                               | Mylène Farmer | Laurent Boutonnat                  | 5:35 |
| 5.  | Je t'aime mélancolie                       | Mylène Farmer | Laurent Boutonnat                  | 4:54 |
| 6.  | L'Amour n'est rien...                      | Mylène Farmer | Mylène Farmer et Laurent Boutonnat | 5:06 |
| 7.  | Déshabillez-moi                            | Robert Nyel   | Gaby Verlor                        | 4:14 |
| 8.  | Les mots (en duo avec Abraham Laboriel Jr) | Mylène Farmer | Laurent Boutonnat                  | 5:10 |
| 9.  | Fuck Them All                              | Mylène Farmer | Laurent Boutonnat                  | 6:43 |
| 10. | Avant que l'ombre...                       | Mylène Farmer | Laurent Boutonnat                  | 7:26 |

### DVD et Blu-Ray
Le concert a été édité en DVD à sa sortie, avant d'être disponible en Blu-Ray en 2008.

## Description de l'album et de la vidéo

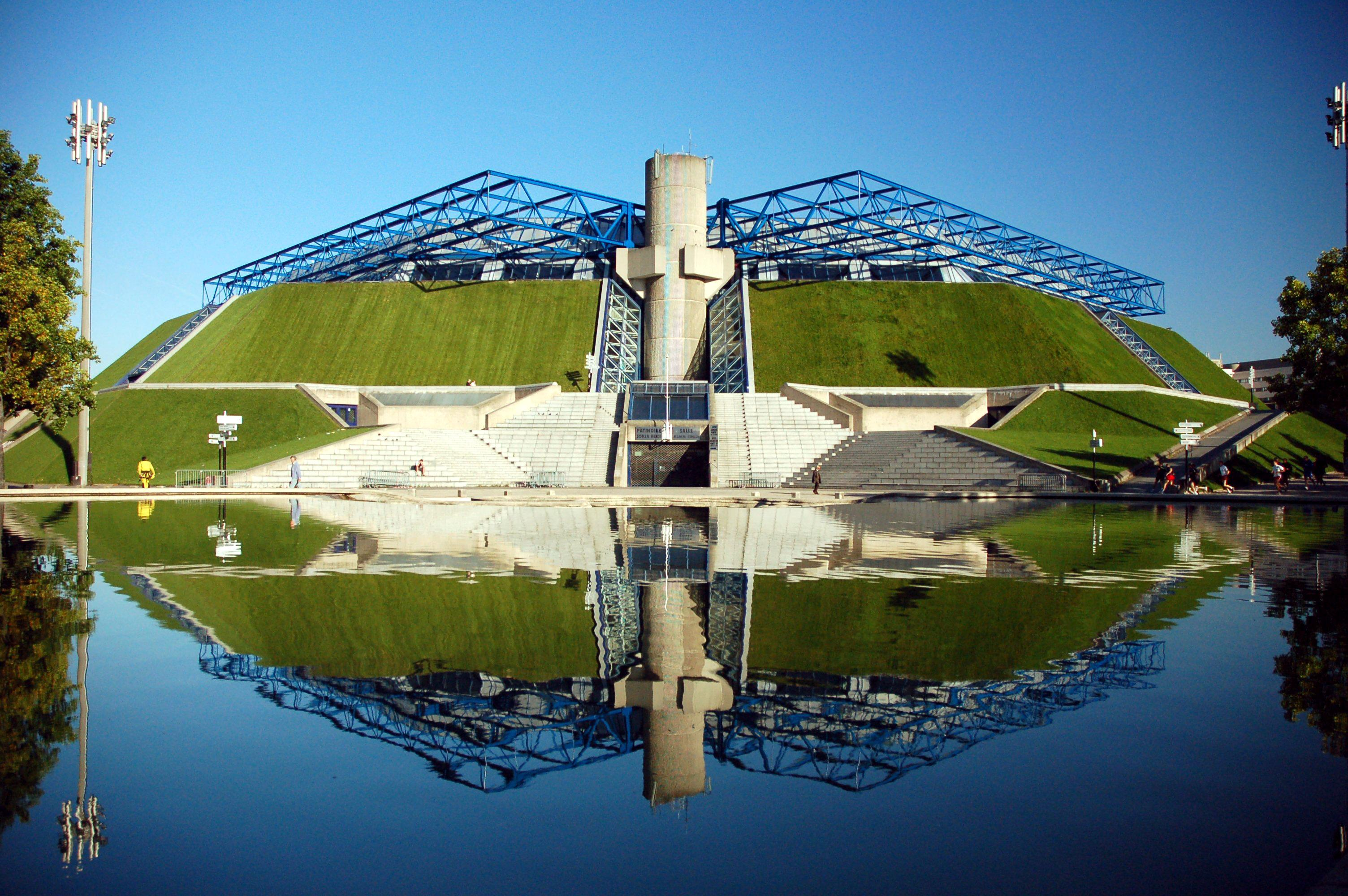
Le Palais omnisports de Paris-Bercy.

Composé de 21 titres, ce double album retrace le quatrième spectacle de Mylène Farmer, qui s'est déroulé exclusivement au Palais omnisports de Paris-Bercy pour 13 soirs en janvier 2006. Il comprend :
- un titre instrumental, servant d'introduction ;
- dix titres issus de l'album Avant que l'ombre... : les singles Fuck Them All, Q.I, Redonne-moi, L'Amour n'est rien... et Peut-être toi, mais également Avant que l'ombre... (qui sert de premier extrait à l'album Live), Dans les rues de Londres, Porno Graphique, Ange, parle-moi et Nobody Knows ;
- des titres présents sur les albums Ainsi soit je... (Sans contrefaçon, Déshabillez-moi), L'Autre... (Désenchantée, L'autre, Je t'aime mélancolie), Anamorphosée (XXL, California, Rêver) ainsi que sur le Best of Les mots (Les mots, C'est une belle journée).

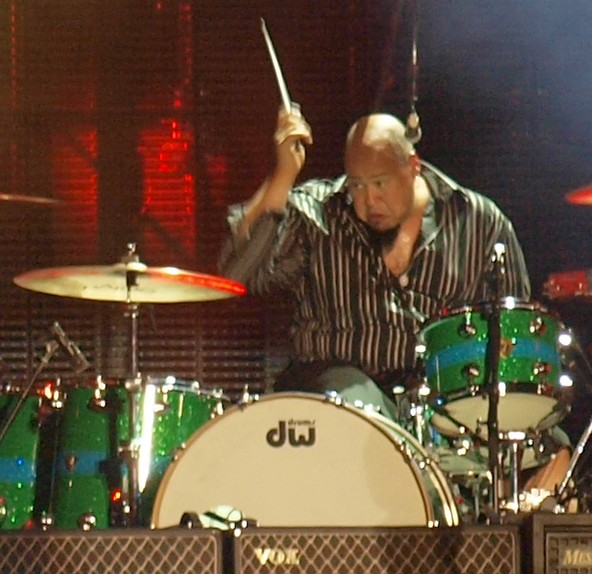
Abraham Laboriel Jr.

Certaines chansons sont revisitées, à l'instar de Déshabillez-moi qui est proposée dans une version plus rock et electro. Le titre Les mots, qui était à l'origine un duo avec Seal, est interprété ici avec le batteur Abraham Laboriel Jr.
C'est à partir de ce spectacle que Mylène Farmer intègre en plein cœur de ses concerts une partie plus intimiste, enchaînant plusieurs ballades en piano-voix (Ange, parle-moi, Redonne-moi, Rêver, L'autre).
Le film du spectacle, réalisé par François Hanss, est accompagné de près d'1h30 de bonus, montrant notamment les coulisses de la création du spectacle, des entretiens avec différents corps de métier, dont le couturier Franck Sorbier et le réalisateur Alain Escalle, ainsi que des visions multi-angles sur certains titres.

## Accueil critique
- « Intime ou ample, fulgurante ou caressante, la mise en images prend son envol immédiat dans un cadre féérique qui laisse bouche bée. Malgré un penchant logique pour le dernier album, le choix des titres reste harmonieux, avec de superbes interprétations de classiques revisités comme California ou L'autre. Sur les morceaux enjoués comme sur les tragiques, une communion unique et fusionnelle s'instaure entre le public et la chanteuse. Et puis, malgré sa forme d'adieu, quel final solennel et vertigineux ! » (Les Années Laser)[15]
- « Grisée par 200 000 spectateurs conquis, la star n'a rien perdu de sa superbe. Amazone new age, elle règne sur le show par son magnétisme et son timbre inimitable, de l'entrée fracassante au final en apothéose. Une fidèle retranscription de la magie du concert avec, en bonus dans le DVD, un film aux allures de péplum un brin ésotérique. Chapeau bas. » (Télé 7 jours)[16]
- « Techniquement, c'est le spectacle le plus ambitieux jamais conçu par une artiste française, intransportable en province. A 44 ans, moulée dans des cuissardes ultra sexy, Miss Farmer ne boude pas son plaisir. Mieux, elle le partage avec ses 13 000 partenaires d'un soir. Elle n'a pas le coffre de Mariah Carey, mais le souffle est moins fragile qu'on ne l'imagine. Et quand elle fredonne Redonne-moi, accompagnée par le piano d'Yvan Cassar, toute la salle se prend dans son filet de voix. » (Voici)[17]
- « Sur fond de musique synthétique, ce qui n'empêche pas les mélodies de tirer vers une douceur pleine de nostalgie, la chanteuse se promène dans un univers tragique et équivoque. Elle évolue ici avec aisance dans un décor gigantesque, un rideau d'eau, 3 scènes et des moyens techniques jamais utilisés. » (Virgin)[18]
- « Réputée pour son mystère mais aussi pour son talent de marketing - tout ce qui porte sa patte est étudié au moindre détail -, il était logique que ce DVD fût un bijou. C'est dans un véritable élément du décor en miniature - les fameuses portes, qu'on dirait de château fort, s'ouvrant et se fermant au début et à la fin du show - que sont déposées les deux galettes. » (La Dernière Heure)[19]
- « Énorme ! La mise en scène du dernier show de Mylène Farmer à Bercy est digne des plus grandes stars de la planète rock. Ambiance futuriste et décalée pour un son et lumière façonné par Laurent Boutonnat, qui réussit à rendre la chanteuse énigmatique et proche à la fois, belle et inaccessible. [...] Rien n'a été laissé au hasard, pas même la qualité d'image. Le résultat est évidemment splendide. » (Home ciné DVD)[20]
- « Un spectacle de toute beauté qui se termine sur un final... déshabillé. Bluffant. » (Télé moustique)[21]
- « Même sur son écran de télévision, on pourra se rendre compte du gigantisme du décor et des moyens techniques époustouflants de ce show pas comme les autres. » (Version Femina)[22]
- « Les concerts de Mylène sont à chaque fois plus impressionnants et ce Live 2006 n'a pas dérogé à la tradition. Avec de magnifiques surprises gravées désormais sur ce DVD : un décor gigantesque, une entrée mémorable, un rideau d'eau en fin de spectacle. [...] Désenchantée est un grand moment de communion scénique avec ses fans, prêts à manger l'hostie. Sans contrefaçon, Je t'aime mélancolie, XXL, C'est une belle journée, Rêver et le grandiose Déshabillez-moi sont les moments les plus forts de cet inoubliable et majestueux concert, digne des plus grands. » (Nos tendres et douces années)[23]
- « Le contenu du DVD restitue admirablement l'ambiance et la réussite artistique d'un concert qui, en termes de mégalomanie, damait le pion aux stars américaines. Le tout, sans oublier l'émotion et la proximité grâce à une seconde scène située en plein coeur du public. » (Le Soir)[24]

## Singles
Deux chansons sont sorties en single : Avant que l'ombre... (Live) et Déshabillez-moi (Live).

### Avant que l'ombre... (Live)

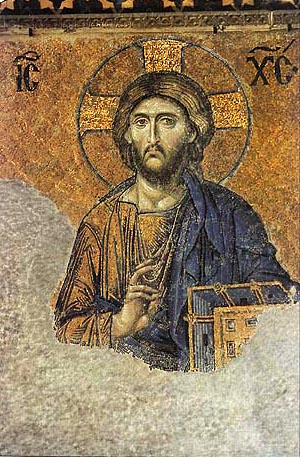
Dans ce texte, Mylène Farmer s'adresse directement à Jésus.

Le single Avant que l'ombre... (Live) sort dans une version raccourcie le 27 novembre 2006, une semaine avant l'album.
Dans ce titre mystique, dont la version originale figure sur l'album Avant que l'ombre..., la chanteuse s'adresse à Jésus et envisage sa propre mort avec une certaine sérénité, la vie lui ayant permis d'aimer.
Le clip est la prestation du titre lors du spectacle Avant que l'ombre… à Bercy, dans lequel la chanson faisait office de final. Portant une longue traîne rouge sertie de perles de Tahiti, Mylène Farmer interprète la chanson devant un rideau d'eau dont les gouttes forment les lettres « Passé ».
Le single se classe à la 10e place du Top 50, dans lequel il reste classé durant 8 semaines.

### Déshabillez-moi (Live)
En guise de second single, Mylène Farmer choisit le titre Déshabillez-moi (Live), qui sort le 5 février 2007 en version digitale et le 5 mars 2007 en version physique.

La chanteuse avait déjà repris cette chanson de Juliette Gréco sur son album Ainsi soit je... en 1988, de façon rythmée et décalée. Elle la propose cette fois dans une version plus rock et électro, soutenue par de lourdes percussions.
Le clip présente la prestation du titre sur scène, que Mylène Farmer interprète derrière un pied de micro, en prenant des poses tour à tour lascives et provocantes.
Dès sa sortie, le titre atteint la 10e place du Top 50, dans lequel il reste classé durant 10 semaines.

## Classements et certifications
Entré directement n°1 du Top Albums français, l'album s'écoule à plus de 150 000 exemplaires en trois semaines et est certifié disque d'or en France, où il dépasse les 200 000 ventes.

Il atteint également la 3e place des ventes en Belgique, et la 31e place en Suisse.
Le DVD du spectacle, certifié DVD de diamant dès sa sortie, connaît un succès encore plus important, avec 300 000 ventes en trois semaines. Il a depuis atteint les 500 000 exemplaires, devenant ainsi le record du DVD musical le plus vendu par une artiste française.
| Classement                       | Meilleure position |
| -------------------------------- | ------------------ |
| Belgique (Wallonie Ultratop)     | 3                  |
| Europe (European Top 100 Albums) | 14                 |
| France (Top Albums SNEP)         | 1                  |
| Suisse (Schweizer Hitparade)     | 31                 |

| Classement annuel (2006)     | Position |
| ---------------------------- | -------- |
| Belgique (Wallonie Ultratop) | 90       |
| France (Top Albums SNEP)     | 57       |

| Classement annuel (2007) | Position |
| ------------------------ | -------- |
| France (Top Albums SNEP) | 180      |

### Certifications
| Pays           | Certification |
| -------------- | ------------- |
| France (Album) | Or            |
| France (DVD)   | Diamant       |

## Crédits
| - Paroles : Mylène Farmer, sauf : - Déshabillez-moi : Robert Nyel - Musique : Laurent Boutonnat, sauf : - L'Amour n'est rien... : Mylène Farmer et Laurent Boutonnat - Déshabillez-moi : Gaby Verlor - Conception et direction artistique : Mylène Farmer et Laurent Boutonnat - Production du spectacle et management : Thierry Suc - Direction musicale et arrangements pour la scène : Yvan Cassar - Claviers : Yvan Cassar et Eric Chevalier - Guitares : Peredur Ap Gwynedd et Milton Mc Donald - Basse : Paul Bushnell - Batterie : Abraham Laboriel Junior - Percussions : Nicolas Montazaud - Choristes : Esther Dobonga'Na Essiene et Johanna Manchec - Album enregistré, réalisé et mixé par Jérôme Devoise - Assistant : Tristan Monrocq au Studio Guillaume Tell - Film réalisé par François Hanss - Production exécutive : Paul Van Parys, pour Stuffed Monkey - CD - Mastering : André Perriat chez Top Master - DVD - Mastering et encodage son au studio D.E.S. par Poussin | - Chorégraphies : Mylène Farmer, sauf - C'est une belle journée : Mylène Farmer et Christophe Danchaud - Chorégraphies additionnelles et Fuck Them All : Los Vivancos - Coordinateur chorégraphique : Christophe Danchaud - Coaching vocal : Malcolm Walker - Danseuses : Ayo Berner Jackson, Christine Dejesus, Khetanya Jati Henderson, Tiffany Howard, Sharaya Howell, Edara Johnson, Christianna Toler, Naimah Willoughby - Danseurs : Los Vivancos (Aaron, Cristo, Josué, Israel, Josua, Elias et Judah Vivancos) - Conception du décor : Mark Fisher (Stufish Co) - Conception des images de scène : Alain Escalle pour Cheval de Troie - Conception des lumières : Fred Péveri - Son salle : Stéphane Plisson pour la société MAW - Création des costumes : Franck Sorbier Haute Couture - Coiffure : John Nollet - Maquillage : Carole Lasnier - Photos : Claude Gassian - Communication et Design : Henry Neu pour Com'N.B |